# Wuerhosaurus
Wuerhosaurus war eine Dinosauriergattung aus der Gruppe der Stegosauria. Sie war durch die flachen Knochenplatten am Rücken charakterisiert und lebte in der Unterkreide in Ostasien.

## Merkmale
Es sind zwei Arten der Gattung Wuerhosaurus bekannt: W. homheni war mit 7 bis 8 Metern Länge verhältnismäßig groß, während W. ordosensis mit geschätzten 4 Metern Länge ein kleiner Stegosaurier war. Wie alle Vertreter dieser Gruppe trugen sie am Rücken und an der Oberseite des Schwanzes eine Doppelreihe von knöchernen Platten (Osteodermen). Diese Platten waren verglichen mit denen anderer Stegosaurier kleiner und runder und hatten einen langgezogenen Rückenansatz. Die genaue Anordnung der Platten ist aufgrund der spärlichen Funde nicht bekannt. An der Schwanzspitze trug Wuerhosaurus vier knöcherne Stacheln.
Wie bei den meisten Stegosauriern waren die Vorderbeine kurz und kräftig und die Hinterbeine lang und säulenartig. Dadurch war der Kopf nahe am Boden positioniert, vermutlich noch näher als bei den anderen bekannten Arten der Stegosauria. Das Tier bewegte sich quadruped (auf allen vieren) fort und war Pflanzenfresser. Der Kopf selbst ist aber nicht bekannt.

## Fossilfunde
Wuerhosaurus homheni, die Typusart, wurde erstmals 1973 von Dong Zhiming beschrieben. Er stammt aus der Tugulu-Gruppe im Autonomen Gebiet Xinjiang in Westchina und wurde nach dem Stadtbezirk Orku (chinesisch 乌尔禾区, Pinyin Wū'ěrhé Qū, zur bezirksfreien Stadt Karamay gehörig) benannt. 
Er wird auf die Zeit zwischen Valanginium und Albium (139 bis 100 Millionen Jahre) datiert. Der 1993 ebenfalls von Dong beschriebene W. ordosensis, die kleinere Art, wurde in der Ejinhoro-Formation im Ordosbecken in der Inneren Mongolei gefunden. Ihn ordnet man in das Barremium (130 bis 126 Millionen Jahre) ein. Wuerhosaurus lebte somit in der Unterkreide und ist einer der jüngsten Vertreter der Stegosauria, die ihre Blütezeit im Oberjura hatten.